# Depugliano
Depugliano è una frazione di 900 abitanti del comune di Lettere nella città metropolitana di Napoli.
Il paese è una delle nove borgate con annessa chiesa (casali con cura) che compongono il comune di Lettere già dal XVII secolo. Nel 1790 la frazione contava 490 abitanti.

## Monumenti e luoghi d'interesse
- Chiesa di San Bartolomeo Apostolo, chiesa parrocchiale della frazione,[2][5] è stata eretta in autonoma vicaria nel 1959.[6]